# Mario Cantaluppi
Mario Cantaluppi (né le 11 avril 1974 à Schlieren, Suisse) est un footballeur suisse, ancien international (22 sélections, 4 buts), aussi bien à l'aise dans l'axe du milieu du terrain (récupérateur) qu'en défense centrale.

## Biographie

### En club
- 1990-1993 : Grasshopper-Club Zurich  Suisse 49 matchs / 3 buts
- 1993-1996 : FC Bâle  Suisse 89 matchs / 8 buts
- 1996-déc.1998 : Servette FC  Suisse 46 matchs / 4 buts
- jan.1999-août 2004 : FC Bâle  Suisse 145 matchs / 15 buts
- sept.2004-2006 : 1.FC Nuremberg  Allemagne 58 matchs / 0 but
- 2006-déc.2007 : FC Lucerne  Suisse 47 matchs / 7 buts
- jan.2008-2010 : Saint-Trond VV  Belgique 64 matchs / 5 buts

### En sélection
- Il compte 22 sélections en équipe nationale, pour le compte de laquelle il a marqué 4 buts.

### Entraîneur
Il devient dès le 21 septembre 2013 l'entraîneur assistant de Jean-Michel Aeby au Servette FC, puis reprend les rênes de l'équipe aux côtés de José Sinval, le 2 avril 2014, après la fin de la collaboration entre le Servette FC et Aeby, provoquée notamment par la cinglante défaite à domicile 1-5 contre le FC Wohlen, dernier de D2 Suisse.

## Palmarès
- Champion de Suisse D1 en 1991 avec Grasshopper-Club Zurich
- Champion de Suisse D2 en 1994 avec FC Bâle
- Champion de Suisse D1 en 2002 avec FC Bâle
- Champion de Suisse D1 en 2004 avec FC Bâle
- Vainqueur de la Coupe de Suisse en 2002 avec FC Bâle
- Vainqueur de la Coupe de Suisse en 2003 avec FC Bâle
- Champion de Belgique D2 en 2009 avec Saint-Trond VV